# 巴爾托洛梅烏·迪亞士

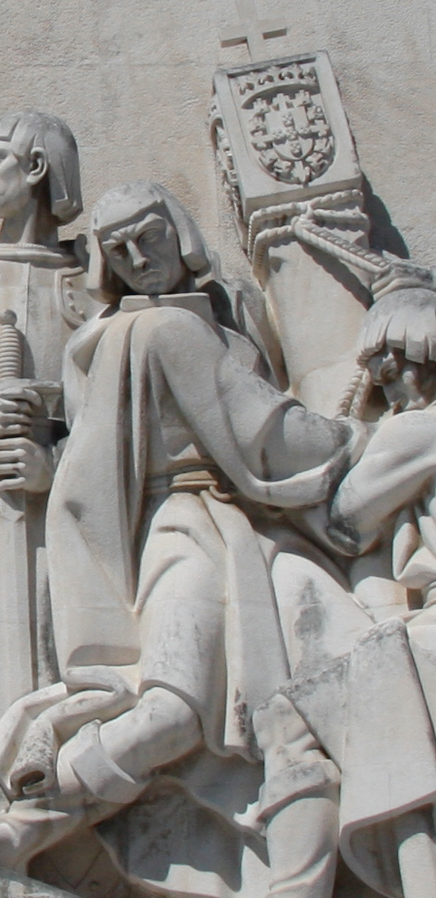
迪亞士位於里斯本發現者紀念碑的雕像

巴尔托洛梅乌·迪亚士（葡萄牙語：Bartolomeu Dias；1451年—1500年5月24日）是一名葡萄牙贵族和著名航海家，他于1487年带领船队航行至非洲大陆最南端并发现好望角，为葡萄牙开辟通往印度的新航线奠定了坚实的基础。

## 迪亚士的出身及其探险的目的
迪亚士出身于葡萄牙航海世家，他的父亲迪尼什·迪亚士、祖父若昂·迪亚士都是追随恩里克王子的航海家。巴尔托洛梅乌·迪亚士本人是皇家骑士，担任皇家仓库的主管，并且是战船圣克里斯托旺号（葡萄牙语：São Cristóvão，取名自圣徒克里斯托弗）的船主。1481年，他随探险家第奥古·德阿赞布雅参加了征服黄金海岸的航行。
1486年10月10日，葡萄牙国王若昂二世任命迪亚士带领一支探险队沿非洲大陆海岸航行，以寻找一条绕过非洲大陆到达印度的貿易航線。探险队的另一个目的是试图重新访问若昂·阿方索·德阿威罗所提到的与葡萄牙拥有友好关系的远方国度（可能在埃塞俄比亚和亚丁附近）。另外，迪亚士还要负责寻找和拜访传说中的基督教国王长老约翰。

## 迪亚士的探险
迪亚士于1487年8月率领一支由3艘船组成的船队离开里斯本。旗舰是他自任船长的卡拉维尔帆船「圣克里斯托旺」号（São Cristóvão），引水人是佩罗·德阿伦克尔；第二艘是卡拉维尔帆船「圣潘塔莱昂」号，船长是若昂·因凡特，引水人是阿尔瓦罗·马丁斯；第三艘是由迪亚士的兄弟佩罗·迪亚士任船长的横帆补给船，引水人是若昂·德圣地亚哥。
探险船队出发后，沿葡萄牙人非常熟悉的非洲西海岸航线向南航行，到达葡萄牙设在非洲沿岸的最后一个据点——位于黄金海岸的米纳堡。船队从米纳堡继续航行，进入热带非洲并竖起一块石碑，1487年12月，船队到达孔塞桑湾（现鲸湾）。继续航行相当一段距离后，在今好望角附近，船队遭遇到了风暴，被向南推去并远离海岸线。待风暴结束后，迪亚士船队向东航行却无法再找到原本南北走向的非洲大陸海岸。于是船队转向北航行，1488年2月3日，海岸线再次出航，這已充分証明船隊已成功繞過了非洲大陸最南端。迪亞士船隊在非洲南端到達了一个海湾，遇到了一些当地的土著牧民，于是他将此海湾命名为“牧人湾”（后称莫塞尔湾）。从海湾继续向东，海岸线逐渐转向东北方向的印度，因此迪亚士确认自己已绕过非洲大陆南端的全部海岸，打通了前往印度的新航线。
迪亚士船队在1488年3月12日到达了此次航行的最远端——布须曼河河口附近的夸伊胡克并竖起了第二块石碑。迪亚士想要继续航行到印度，但他的船员由于过于疲惫，拒绝继续前行，迪亚士无奈只能开始返航。在返航途中，他在靠近大陆南端的地方发现了一个海角，由于这里是船队当初遭遇风暴的地方，他将其命名为「風暴角」，并竖起了第三块石碑。1488年12月，经过16个月的长途航行，迪亚士船队返回了里斯本港。
迪亚士的这次探险的伟大意义在于，欧洲人第一次打通了大西洋和印度洋之间的海上通道，标志着欧洲可以绕过伊斯兰世界直接與印度和亚洲其他地区展开贸易。但遺憾的是，此次探险的官方报告已经遺失了。
迪亞士最初命名為“風暴角”的海角，被葡萄牙國王若昂二世改名為“好望角”，因為這個海角代表著成功開辟東方航線的美好希望。

## 后期的探险
在迪亚士发现好望角之后10年，葡萄牙才再次向印度洋派出舰队。在此期间，一名葡萄牙间谍和探险家佩罗·达·科维良通过陆路到达了印度，并向王室提供了前往印度的新航线的重要资料。
根据自己的航行经验，迪亚士帮助葡萄牙建造了新的舰船「聖加百列」號和「圣拉斐尔」號，这两艘船最后在瓦斯科·达伽马的率领下绕过好望角，到达了印度。迪亚士参加了达伽马舰队航行的最初一段——从里斯本到佛得角群岛。
1500年，迪亚士作为佩德罗·阿尔瓦雷斯·卡布拉尔舰队中的一员，率领一只船参加了继达伽马之后的第二次印度远征，并随舰队于1500年4月22日到达納米比亞海岸。5月24日，卡布拉尔船队在好望角海域遭遇了风暴，迪亚士和他的船戏剧性地在这个他当初命名为“风暴角”的地方葬身海底。

## 家族情况
迪亚士结婚并生有两个孩子：
- 西芒·迪亚士·德·諾發伊斯：未婚无后
- 安东尼奥·迪亚士·德·諾發伊斯：葡萄牙基督骑士团的骑士，和若安娜·费尔南德斯结婚并育有一儿一女。
  - 保羅·迪亞士·德·諾發伊斯：16世纪活跃在非洲的葡萄牙殖民者。
  - 吉奥马尔·德·諾發伊斯：先嫁给堂·罗德里戈·德卡斯特罗，育有二女，均未婚未育；后又嫁给佩德罗·科雷亚·达席尔瓦，未有子嗣。